# Chirotica nigripes
Chirotica nigripes là một loài tò vò trong họ Ichneumonidae.